# Association nationale des écoles supérieures d’art
L'Association nationale des écoles supérieures d’art (ANdÉA), fondée en 1995, est une association loi de 1901 qui fédère les écoles supérieures d'art publiques françaises.
D'abord nommée Association nationale des directeurs d’écoles supérieures d’art (ANDEA), elle prend son nom actuel en 2012. Entre autres missions, l'ANdÉA organise régulièrement des séminaires de travail consacrés à l'avenir des écoles d'art.

## Présidence
- 1995 – 1999 : Jean-Pierre Greff, directeur de l’École supérieure des arts décoratifs de Strasbourg.
- 1999 – 2000 : Patrick Talbot, directeur de l’École nationale supérieure d'art de Nancy.
- 2000 – 2002 : Patrick Raynaud, directeur de l’École nationale supérieure d'arts de Paris-Cergy.
- 2002 – 2006 : Jean-Pierre Simon, directeur de l’École supérieure d'art de Grenoble.
- 2006 – 2009 : Jacques Sauvageot, directeur de l’École régionale des beaux-arts de Rennes.
- 2009 – 2017 : Emmanuel Tibloux[4], directeur de l’École nationale supérieure des beaux-arts de Lyon.
- septembre 2017 – mars 2018 (intérim  ) : 
  - Jean-Michel Géridan, directeur de l’École supérieure d'art et de communication de Cambrai ;
  - Stéphane Sauzedde, directeur de l’École supérieure d’art d’Annecy Alpes ;
  - Muriel Lepage, directrice de l’École supérieure d'art de Clermont Métropole ;
  - Bernhard Rüdiger, artiste, enseignant à l’École nationale supérieure des beaux-arts de Lyon.
- mai 2018 – mai 2021 (co-présidence ) :
  - Loïc Horellou, designer, enseignant à la Haute école des arts du Rhin à Strasbourg ;
  - Christelle Kirchstetter, directrice de l’École supérieure des beaux arts de Nîmes ;
  - Muriel Lepage, directrice de l’École supérieure d'art de Clermont Métropole (jusqu'en juin 2019);
  - Stéphane Sauzedde, directeur de l’École supérieure d’art d’Annecy Alpes.
- depuis mai 2021 (co-présidence[5]) :
  - Cédric Loire, critique d'art et commissaire d'exposition, enseignant à l’École supérieure d'art de Clermont Métropole  ;
  - Amel Nafti, directrice de l’École supérieure d'art et de design de Grenoble Valence .
- depuis 2023 (co-présidence[6]) :
  - Ulrika Byttner, plasticienne, présidente de l'École supérieure d'art et design Le Havre-Rouen;
  - Cédric Loire, critique d'art et commissaire d'exposition, enseignant à l’École supérieure d'art de Clermont Métropole  ;